# پیوریتان
پیوریتان (به انگلیسی: Puriton) یک روستا و محله مدنی در بریتانیا است که در سژمور واقع شده‌است. پیوریتان ۱٬۹۶۸ نفر جمعیت دارد.